# Tempel der Roma und des Augustus (Athen)

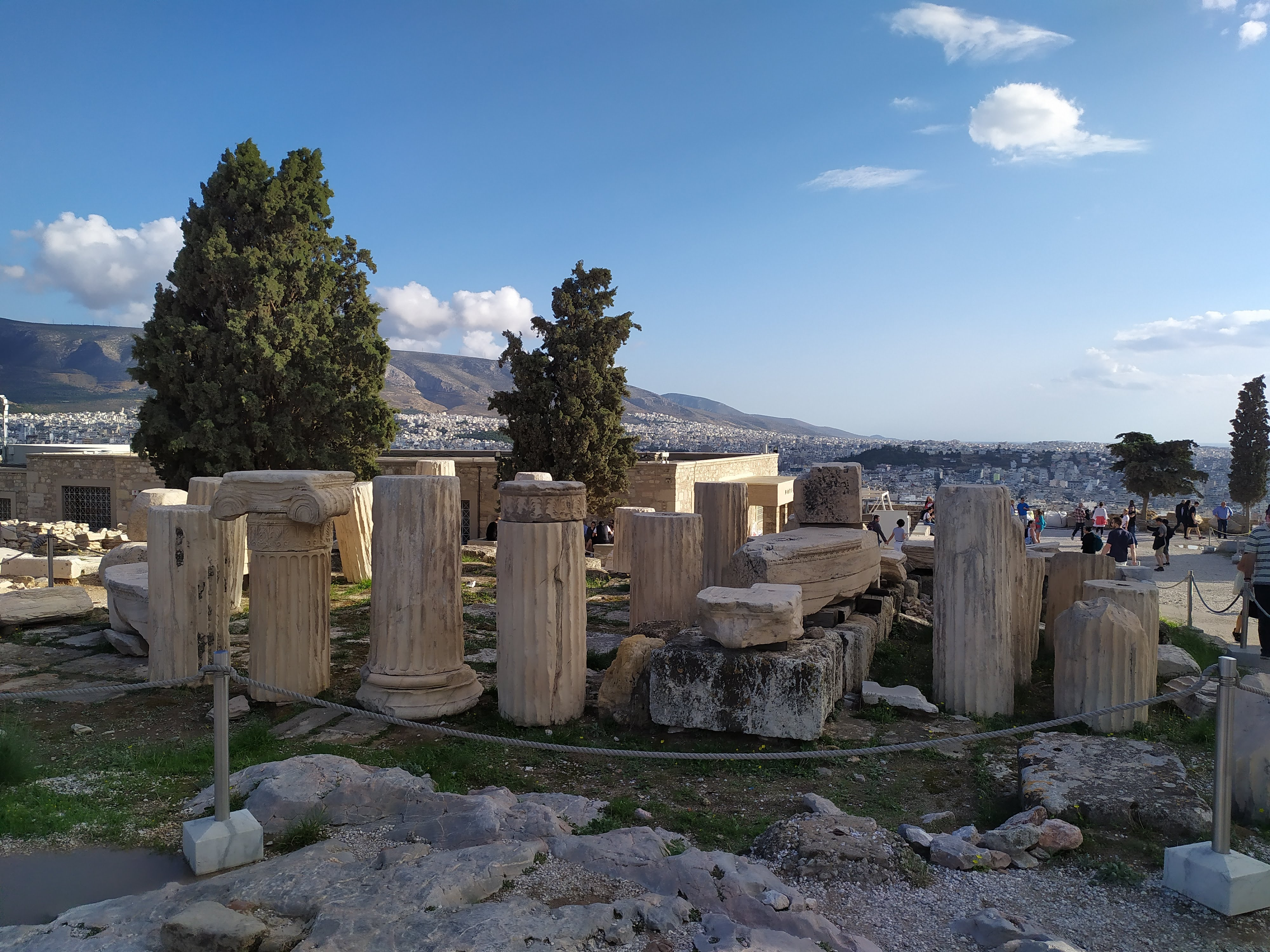
Die Reste des Tempels auf der Akropolis

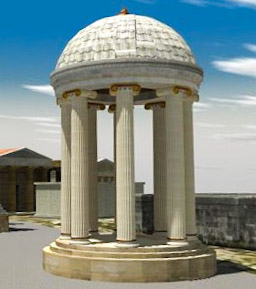
3D-Rekonstruktion des Tempels

Der Tempel der Roma und des Augustus ist ein Monopteros zu Ehren des Augustus und der Personifikation der Stadt Rom. Er wurde nach 27 v. Chr. auf der Akropolis von Athen errichtet.
Nach der Schlacht bei Actium 31 v. Chr. besuchte der Kaiser mehrmals Athen und ließ reparaturbedürftige Tempel und andere Gebäude instand setzen, weshalb er als „Retter und Wohltäter“ durch eine Inschrift an diesem Tempel geehrt wurde.
Der Tempel befindet sich nur 12 Meter östlich des Parthenons auf der Athener Akropolis. Der Rundtempel stand auf einem quadratischen Fundament aus Tuffstein und wurde von neun ionischen Säulen getragen.
Vom Tempel erhielten sich halbhohe Säulenreste und einige Kapitelle sowie Architrave. Der italienische Humanist und Reisende Cyriacus von Ancona überlieferte die Architrav-Inschrift: Ad praefatae Palladis Templi vestibulum.